# Фоссальта-ді-Портогруаро
Фоссальта-ді-Портогруаро, Фоссальта-ді-Портоґруаро (італ. Fossalta di Portogruaro, вен. Fosalta de Portogruaro) — муніципалітет в Італії, у регіоні Венето, метрополійне місто Венеція.
Фоссальта-ді-Портогруаро розташована на відстані близько 440 км на північ від Рима, 60 км на північний схід від Венеції.
Населення — 6080 осіб (2014).

## Демографія
Населення за роками:

Станом на 1 січня 2023 року в муніципалітеті офіційно проживало 319 іноземців з 43 країн, серед них 90 громадян країн Євросоюзу та 27 громадян України.

## Сусідні муніципалітети
- Морсано-аль-Тальяменто
- Портогруаро
- Сан-Мікеле-аль-Тальяменто
- Тельйо-Венето